# Am I the Only One
〈Am I the Only One〉 是美国男歌手艾伦·刘易斯演唱，由Valory于2021年7月2日发行的单曲。 它也是其中一首抗争歌曲。 这也是刘易斯在《公告牌》热门乡村歌曲榜空降冠军，这也是乡村音乐榜自1944年运作以来第九首空降的单曲。与此同时，他的单曲更在《告示牌》百强单曲榜空降第14名。

## 背景
刘易斯于2021年7月2日发行了新单曲，由大机器唱片所旗下的子公司Valory音乐集团发行。2021年7月26日在美国广播电台首播。在发行该单曲前，他曾在德克萨斯州沃思堡的其中一场夜总会，比利·鲍伯的德克萨斯中表演。
同时，他是保守主义的其中一位歌手。刘易斯反对美国政府拆除历史人物的雕像，就和乡村音乐歌手布鲁斯·斯普林斯汀有一点相似。 刘易斯所写单曲和两位音乐创作人，伊拉·迪恩（为Trick Pony的成员）及Jeffrey Steele合作；这也是迪恩和刘易斯首次所创作的单曲。 该歌曲的风格为原谣曲。

## 商业表现
〈Am I the Only One〉在 《公告牌》 热门乡村音乐榜空降冠军。同一周，该歌曲也在《公告牌》百强单曲榜拿下第14名。

## 榜单
| 榜单（2021年）                     | 最高排名 |
| ---------------------------------- | -------- |
| 全球（《公告牌》全球二百强单曲榜） | 51       |
| 美国（《告示牌》百大單曲榜）       | 14       |
| 美國（《告示牌》Country Airplay）  | 59       |
| 美國（《告示牌》热门乡村歌曲榜）   | 1        |